# 拉伊纳泰
拉伊纳泰（義大利語：Lainate），是意大利米兰省的一个市镇。总面积12平方公里，人口25159人，人口密度2096.6人/平方公里（2009年）。国家统计（ISTAT）代码为015116。

## 友好城市
- 捷克羅西采 2004年
- 拉脫維亞斯特倫奇 2004年